# Ingrandes-de-Touraine
Ingrandes-de-Touraine ist eine ehemalige französische Gemeinde mit 538 Einwohnern (Stand 1. Januar 2020) im Département Indre-et-Loire in der Region Centre-Val de Loire. Sie gehörte zum Arrondissement Chinon. Die Bewohner werden Igorandais und Igorandaises genannt.
Der Erlass des Präfekten vom 30. September 2016 legte mit Wirkung zum 1. Januar 2017 die Eingliederung von Ingrandes-de-Touraine als Commune déléguée zusammen mit den früheren Gemeinden Saint-Patrice und Saint-Michel-sur-Loire zur neuen Commune nouvelle Coteaux-sur-Loire fest.

## Geografie
Ingrandes-de-Touraine befindet sich etwa 34 Kilometer westsüdwestlich von Tours und etwa 18 Kilometer nordnordöstlich von Chinon im Loiretal sowie am parallel verlaufenden Flüsschen Lane. Das Ortsgebiet ist Bestandteil des Regionalen Naturparks Loire-Anjou-Touraine.
Umgeben wird Ingrandes-de-Touraine von den Nachbargemeinden und den anderen Communes déléguées:
|          | Langeais                                    | Saint-Michel-sur-Loire (Commune déléguée) |
| Restigné | Kompassrose, die auf Nachbargemeinden zeigt | Saint-Patrice (Commune déléguée)          |
|          | La Chapelle-sur-Loire                       |                                           |

## Bevölkerungsentwicklung

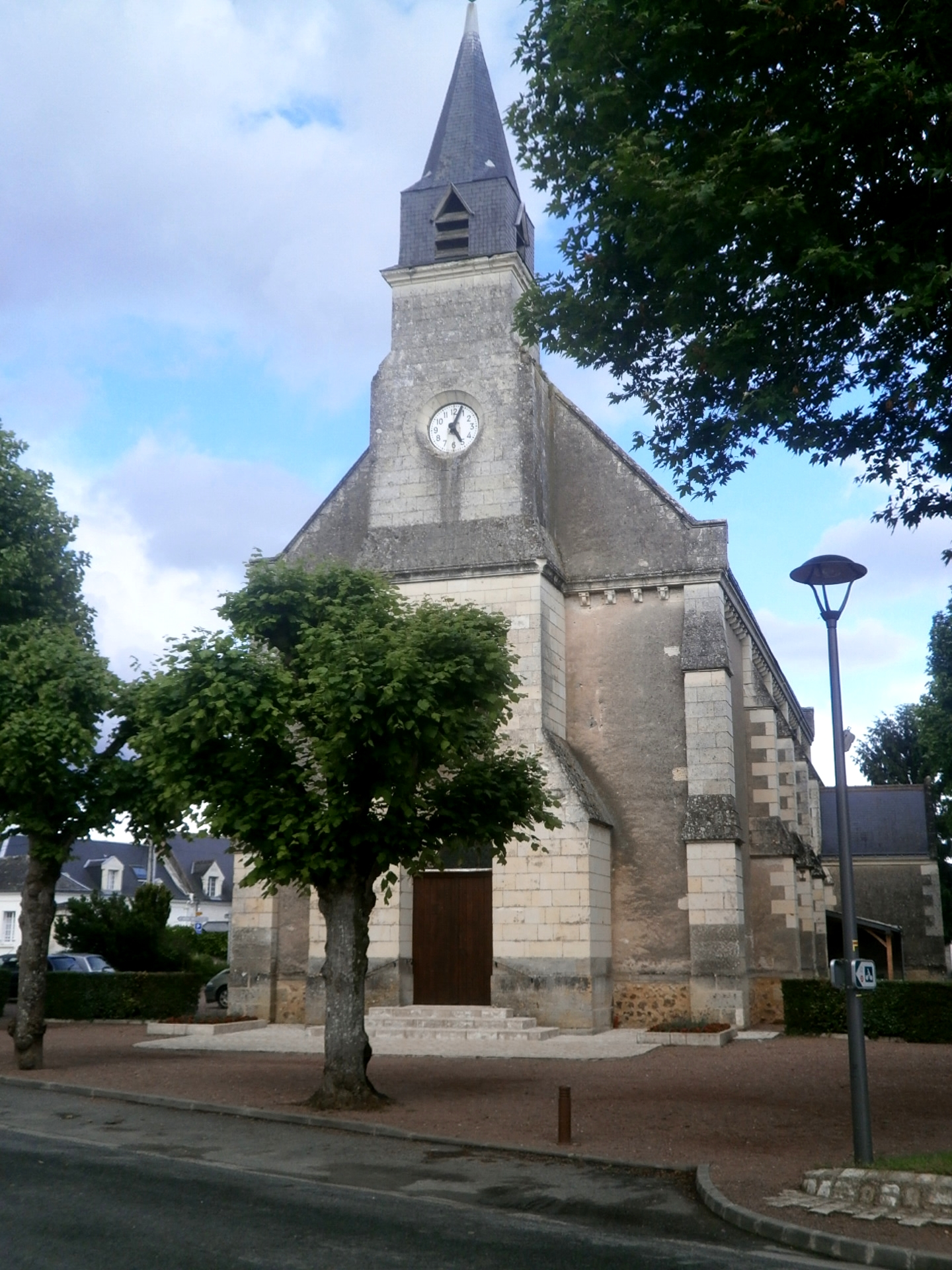
Kirche Saint-Romain

| Ingrandes-de-Touraine: Einwohnerzahlen von 1793 bis 2020                                                                   | Ingrandes-de-Touraine: Einwohnerzahlen von 1793 bis 2020 | Ingrandes-de-Touraine: Einwohnerzahlen von 1793 bis 2020 | Ingrandes-de-Touraine: Einwohnerzahlen von 1793 bis 2020 | Ingrandes-de-Touraine: Einwohnerzahlen von 1793 bis 2020 |
| --- | -------------------------------------------------------- | -------------------------------------------------------- | -------------------------------------------------------- | -------------------------------------------------------- |
| Jahr |                                                          |                                                          |                                                          | Einwohner                                                |
| 1793 | 1793                                                     |                                                          | 730                                                      | 730                                                      |
| 1800 | 1800                                                     |                                                          | 727                                                      | 727                                                      |
| 1806 | 1806                                                     |                                                          | 813                                                      | 813                                                      |
| 1821 | 1821                                                     |                                                          | 788                                                      | 788                                                      |
| 1831 | 1831                                                     |                                                          | 755                                                      | 755                                                      |
| 1836 | 1836                                                     |                                                          | 778                                                      | 778                                                      |
| 1841 | 1841                                                     |                                                          | 694                                                      | 694                                                      |
| 1846 | 1846                                                     |                                                          | 710                                                      | 710                                                      |
| 1851 | 1851                                                     |                                                          | 706                                                      | 706                                                      |
| 1856 | 1856                                                     |                                                          | 706                                                      | 706                                                      |
| 1861 | 1861                                                     |                                                          | 688                                                      | 688                                                      |
| 1866 | 1866                                                     |                                                          | 689                                                      | 689                                                      |
| 1872 | 1872                                                     |                                                          | 651                                                      | 651                                                      |
| 1876 | 1876                                                     |                                                          | 662                                                      | 662                                                      |
| 1881 | 1881                                                     |                                                          | 626                                                      | 626                                                      |
| 1886 | 1886                                                     |                                                          | 710                                                      | 710                                                      |
| 1891 | 1891                                                     |                                                          | 675                                                      | 675                                                      |
| 1896 | 1896                                                     |                                                          | 666                                                      | 666                                                      |
| 1901 | 1901                                                     |                                                          | 653                                                      | 653                                                      |
| 1906 | 1906                                                     |                                                          | 622                                                      | 622                                                      |
| 1911 | 1911                                                     |                                                          | 558                                                      | 558                                                      |
| 1921 | 1921                                                     |                                                          | 484                                                      | 484                                                      |
| 1926 | 1926                                                     |                                                          | 483                                                      | 483                                                      |
| 1931 | 1931                                                     |                                                          | 495                                                      | 495                                                      |
| 1936 | 1936                                                     |                                                          | 529                                                      | 529                                                      |
| 1946 | 1946                                                     |                                                          | 515                                                      | 515                                                      |
| 1954 | 1954                                                     |                                                          | 500                                                      | 500                                                      |
| 1962 | 1962                                                     |                                                          | 517                                                      | 517                                                      |
| 1968 | 1968                                                     |                                                          | 487                                                      | 487                                                      |
| 1975 | 1975                                                     |                                                          | 476                                                      | 476                                                      |
| 1982 | 1982                                                     |                                                          | 512                                                      | 512                                                      |
| 1990 | 1990                                                     |                                                          | 474                                                      | 474                                                      |
| 1999 | 1999                                                     |                                                          | 469                                                      | 469                                                      |
| 2006 | 2006                                                     |                                                          | 506                                                      | 506                                                      |
| 2013 | 2013                                                     |                                                          | 537                                                      | 537                                                      |
| 2020 | 2020                                                     |                                                          | 538                                                      | 538                                                      |
| Quelle(n): EHESS/Cassini bis 1999, INSEE ab 2006 Anmerkung(en): Ab 1962 offizielle Zahlen ohne Einwohner mit Zweitwohnsitz |                                                          |                                                          |                                                          |                                                          |

## Sehenswürdigkeiten
- Kirche Saint-Romain

## Persönlichkeiten
- Jules Pierre Rambur (1801–1870), Arzt und Entomologe, geboren in Ingrandes-de-Touraine